# (90533) Laurentblind
(90533) Laurentblind est un astéroïde de la ceinture principale.

## Description
(90533) Laurentblind est un astéroïde de la ceinture principale. Il fut découvert le 28 mars 2004 à Ottmarsheim par Claudine Rinner. Il présente une orbite caractérisée par un demi-grand axe de 2,69 UA, une excentricité de 0,07 et une inclinaison de 5,6° par rapport à l'écliptique.

## Compléments